# Windfall (película de 2022)
Windfall (conocida en español como Golpe de suerte en España y Frutos del viento en Hispanoamérica) es una película de suspenso estadounidense dirigida por Charlie McDowell, a partir de un guion de Andrew Kevin Walker y Justin Lader. Está protagonizada por Jason Segel, Lily Collins y Jesse Plemons. Se estrenó el 18 de marzo de 2022 por Netflix.

## Argumento
Una pareja adinerada llega a su casa de vacaciones y descubre que alguien la está robando.

## Reparto
- Jason Segel como Nadie
- Lily Collins como La Esposa
- Jesse Plemons como El Director ejecutivo
- Omar Leyva como El Jardinero